# Coffea canephora
Coffea canephora (Café Robusta; sin. Coffea robusta) é uma espécie de café originária da África Ocidental. É cultivado principalmente na África e no Brasil onde é chamado às vezes de Conillon que é corruptela da palavra Kouiliou. É também cultivado no Sudeste asiático onde os colonizadores franceses o introduziram no final do séc. XIX. Nos últimos anos o Vietname, que produz apenas robusta, ultrapassou o Brasil, a Índia e a Indonésia como o maior exportador do mundo. Aproximadamente um terço do café produzido no mundo é robusta.
O Coffea canephora é de plantio fácil, quando comparado com outra das principais espécies de café, o Coffea arabica, e, por conseguinte, é mais barato de se produzir. Como os grãos de arabica são considerados superiores, o robusta fica normalmente limitado a tipos de café de escalão inferior como complemento. É no entanto incluído nos cafés instantâneo e expresso de forma a tornar o café cremoso. O robusta contém duas vezes mais cafeína do que o arabica.

## Descrição

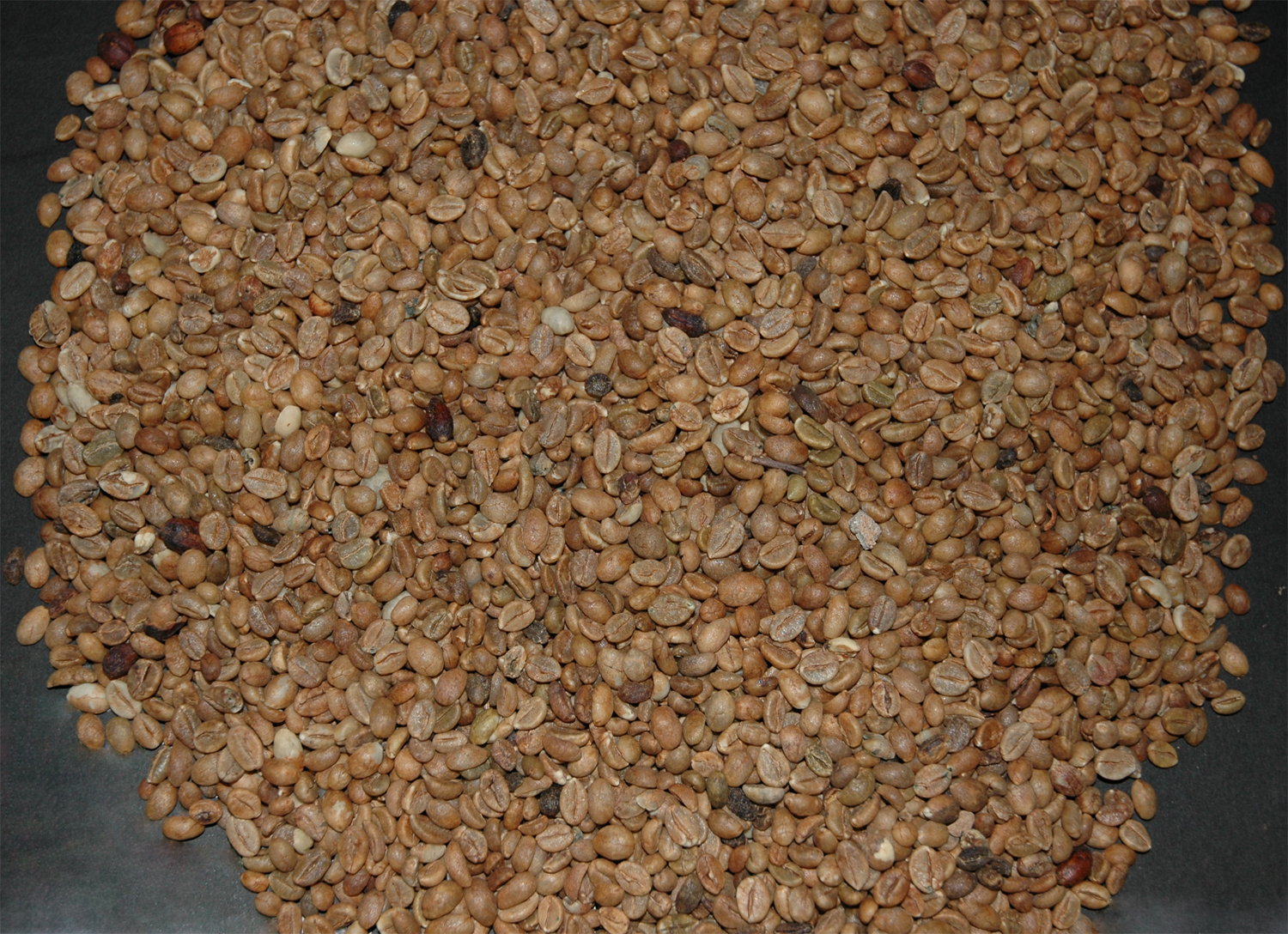
Grão naturais de Coffea canephora

O coffea canephora é autóctone da África central e ocidental. Não foi reconhecido como uma espécie de cafeeiro até o séc. XVIII, cerca de cem anos depois do reconhecimento da coffea arabica. A planta tem um sistema de raízes pouco profundo e cresce como uma árvore ou um arbusto robusto até cerca de 10 metros. Floresce irregularmente, demorando os bagos 10 a 11 meses a amadurecer, produzindo grãos ovais. A planta robusta rende maior colheita do que a arabica e é menos susceptível a pestes e doenças.
Uma vez torrado, o café robusta tende a apresentar um distinto paladar terroso/queimado, normalmente mais amargo do que o café arabica. Este gosto pode ser desejável num café para dar "corpo" e "final", notável na cultura de café italiana.

## Brasil
Em 2020, o Espírito Santo era o maior produtor de café conillon do Brasil, com participação de 66,3% do total (564,5 mil toneladas, ou 9,4 milhões de sacas de 60 kg).
No ano de 2022, o volume físico dos cafés no Brasil foi estimado  em 50,38 milhões de sacas de 60 kg. Desse total, 32,41 milhões de sacas são da espécie Coffea arábica, a qual representa em torno de 64 % da safra brasileira. A área estimada para o cultivo do café dessa espécie corresponde a 1,81 milhão de hectares, número que equivale aproximadamente a 81% da área total destinada à cafeicultura nacional.  E que, desta área, em torno de 1,45 milhão de hectares são de áreas em produção, e o restante, 364,6 mil hectares, de áreas em formação.